# Obrežje
Obrežje ist eine Ortschaft in der Gemeinde Brežice in Slowenien, an der Grenze zu Kroatien. Der Ort hat 358 Einwohner. Die Gegend gehört zur historischen Region Unterkrain sowie zur statistischen Region Südostslowenien.

## Grenzübergang
Nahe der Ortschaft liegt an einer der wichtigsten Grenzübergänge zwischen Slowenien und Kroatien an der Avtocesta A2. Auf der kroatischen Seite liegt Bregana, und von hier führt die kroatische Autocesta A3 weiter nach Zagreb. Zwischen dem 21. Dezember 2007, als Slowenien Teil des Schengen-Raums wurde und dem 1. Januar 2023, als auch Kroatien diesem beitrat, war der Grenzübergang die Schengen-Außengrenze.